# Atalánti
 (mars 2012).
Si vous disposez d'ouvrages ou d'articles de référence ou si vous connaissez des sites web de qualité traitant du thème abordé ici, merci de compléter l'article en donnant les références utiles à sa vérifiabilité et en les liant à la section « Notes et références ».
Atalánti (grec ancien : Ἀταλάντη, Atalantē, moderne : Atalánti) est une commune grecque,  le siège de la municipalité des Locriens (traduction du grec Δήμος Λοκρών) en Phthiotide, dans l'ancienne province de Locride. La population de la ville, selon le recensement de 2001, s'éleve à 6 127 habitants.
Il s'agit également d'une petite station balnéaire, plutôt prisée par une clientèle nationale.

## Mythologie
La capitale de Locride était la ville d'Oponte. Selon Hésiode et Plutarque, elle a pris son nom d'Opous, fils de Locros[Lequel ?].
Le chef des Locriens à la guerre de Troie était, selon la légende,  Ajax fils d'Oïlée.

## Histoire
Les premières traces de vie humaine dans la région datent de 7000 à 3200/3100 avant J.-C.
La période de 2100 à 1600 est marquée par des destructions de cités (qui probablement sont dues à des invasions).

### Antiquité
Du Xe au VIIIe siècle à Oponte, le régime est aristocratique et oligarchique.Durant la guerre du Péloponnèse la Locride est l'alliée de Sparte.
Un séisme vers 300 détruit en partie Oponte.
La christianisation de l'Empire romain inaugure la civilisation byzantine : Atalánti fait partie du thème de l'Hellade.

### Moyen Âge
Le IXe siècle est marqué par des incursions Arabes et le Xe par l'incursion de Bulgares.
À la suite de la quatrième croisade (1204), les croisés fondent des seigneuries sur le territoire de l'empire byzantin : Atalanti appartient alors au Duché d'Athènes ; sous la période catalane elle forme une seigneurie dépendant du duché.

### Domination turque
En 1688, au cours de la guerre entre les Turcs et les Vénitiens, l'armatole Kourmas et l'évêque d'Amphissa, Philothée, expulsent la garnison turque d'Atalànti. La même année, une épidémie de peste ravage la ville et les Turcs en profitent pour la réoccuper.
En 1803, Néophyte Nicolas Metaxas d'Athènes est sacré évêque de d'Atalanti.

### Atalànti pendant la guerre d'indépendance grecque
En 1821, le chef Antonis Kontosopoulos,  avec approximativement 1 000 Locriens armés, assiège les Ottomans à Atalànti et prend la ville le 31 mars 1821. 
L'hiver de la même année, l'armée turque de Omer Vryonis et Kôse Mehmet détruit Atalànti et fait prisonniers ses habitants. 
En novembre 1826, une tentative de débarquement d'armatoles de l'Olympe , basés dans les Sporades, échoue.
La libération définitive d’Atalànti survient le 6 novembre 1828, quand Mitros Liakopoulos prend la ville.

### Atalànti après la Libération de l'Occupation turque
Le 10 janvier 1834 a été créé par loi le dème (municipalité) d’Atalànti, qui comprenait, en dehors d’Atalànti, les villages de Skala, Skenteraga, Megaplatanos, Kyparissi, Kolaka, Bogdano, Exarchos et Drousko (Drispei).
En décembre 1836, le baron aroumain Constantin D. Bellio, ancêtre de Barbu Bellio (en) et de Georges de Bellio, s’installe à Atalànti dont il finance écoles, fontaines et modernisation. L’année suivante, un décret royal forme, en son honneur, le dème de « Bellio » d’Atalànti ; dans les années suivant sa mort, le nom se transforme en « Pellio » puis en « Pella » et enfin en « Néa Pella » par allusion à la capitale de la Macédoine antique.
En 1855 est bâtie l'église métropolitaine de Saint Théodore tandis qu’en 1862 a été terminée celle de la Transfiguration du Sauveur.
Le séisme de 1894 a provoqué de grands dommages dans toute la Locride. 255 personnes ont été tuées et 3 783 maisons se sont effondrées.
En 1895 est fondée l’Association Sportive Locridienne d’Atalànti, un des tout premiers clubs sportifs du pays.

### Depuis le XXe siècle
En 1912 les dèmes (municipalités) d’Atalànti et de Nouvelle Pella sont abrogées et elles deviennent des communautés. La première voiture roule à Atalànti en 1915.
Après la Grande catastrophe de 1922, s'installent 218 réfugiés d’Asie mineure. 
En 1928 est fondée l’Association Sportive « Ajax le Locrien », en 1931 le Club de Football « Olympiakos d’Atalànti » et en 1935 l’Association musicale d’Atalànti « Orphée ».
Le 20 avril 1941, la Luftwaffe bombarde Atalànti, provoquant seulement des dommages matériels, tandis que le 25 avril 1941 l'armée allemande occupe la ville, livrée ensuite à l'Italie fasciste. 
Le 23 mars 1943, les forces de l'occupation italiennes abandonnent la ville, investie par la Résistance grecque. La page la plus noire est écrite le 29 mai 1943, lorsque les Italiens prennent neuf habitants en otage et les exécutent. Les Italiens furent remplacés par les Allemands, qui se sont retirés d’Atalànti en octobre 1944.
En 1965 est fondée la bibliothèque municipale d’Atalànti.
En 1976 est construite la « Médiathèque Constantinienne d’Atalànti ».
En 1982 est fondé le Club nautique d’Atalànti, en 1985 le Conservatoire Municipal de Musique, et en 1989 est construit le Gymnase couvert de la Ville (de 1 100 places). 
En 1992 est fondée l’Association Sportive de Football « Atalànti 92 » et pour première fois, une radio émet dans la ville.
En 1998 le Musée Archéologique d’Atalànti a été inauguré et l’Aianteio (Théâtre Municipal Ouvert) a commencé à fonctionner.
En 2010, en application de la « réforme Kallikratis », le dème d’Atalànti est réuni à ceux de Malesina, de Opountioi et de Daphnoussia pour former le « dème de Locriens », ayant pour siège Atalànti.

## Tourisme – Curiosités - Culture
On note l'existence de  catacombes, celles de Saint-Athanase, au centre du bourg, avec une crypte romaine. Elles servent de lieu d'école clandestine pendant l'occupation turque.
L’église Saint-Séraphin et le monastère des Saints Anargyres se trouvent, quant à eux, dans la forêt au-dessus d’Atalànti.
Un musée archéologique a été inauguré en 1998 dans la ville. 

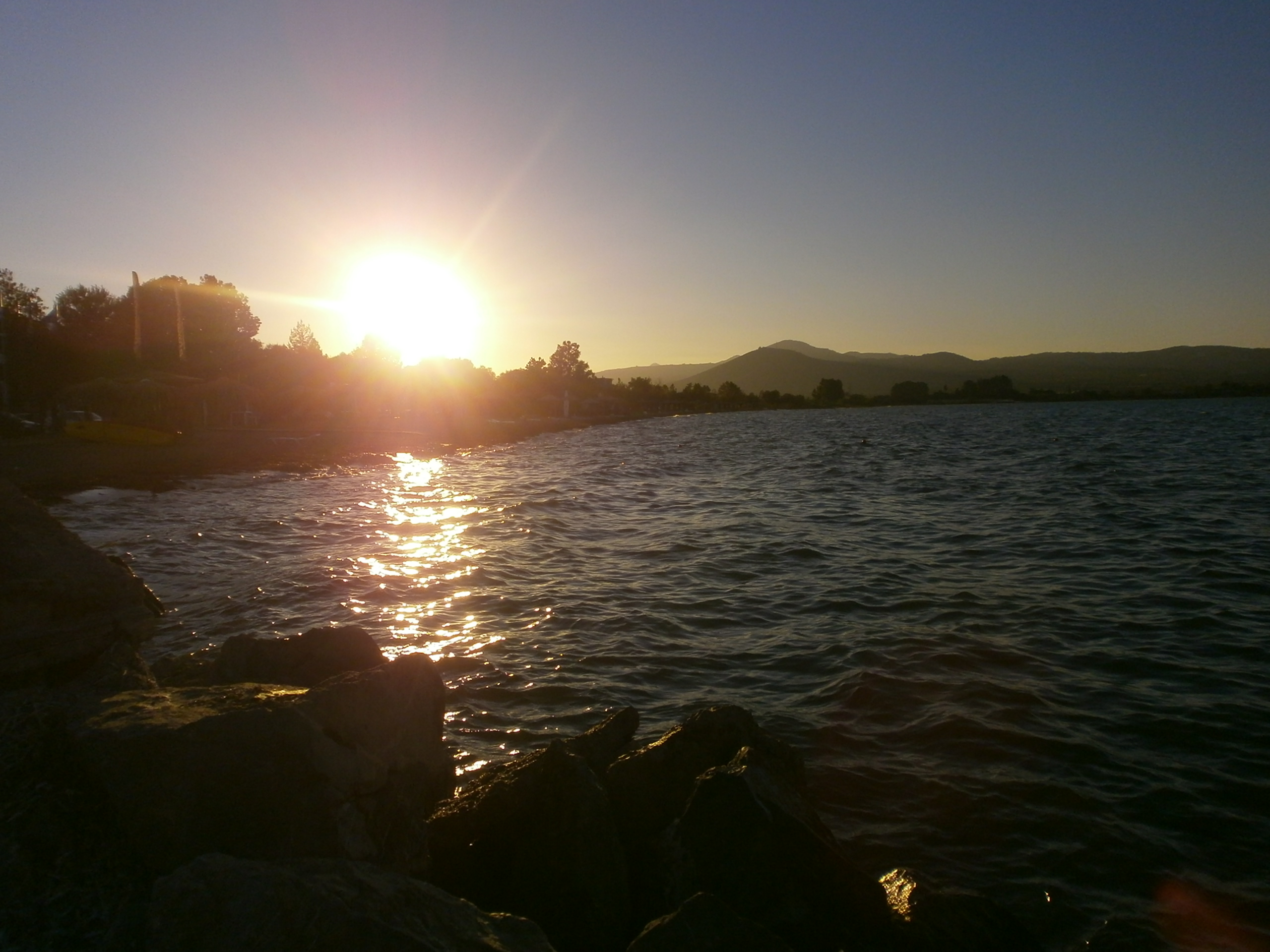
Coucher de soleil sur la plage d'Atalanti

L’« escale » (Scala) d’Atalànti est la plage de la ville. Il s'agit d'un des rares lieux de la ville signalé par les guides touristiques français. Il s'y déroule chaque année, en été, un festival de cinéma de plein air. 
Les habitations de la ville ne possèdent pas de style architectural remarquable; il s'agit de maisons et de constructions assez récentes, hétérogènes et fonctionnelles.  

### Carnaval
Le jour de « Lundi propre »,  toute la ville se retrouve à la plage de Scala : c'est une manifestation à la fois écologique (nettoyage), ludique (carnaval) et humoristique (satire). 

### Fête duvin
La fête traditionnelle du vin se déroule chaque année après les vendanges, au début de l’automne.

### Fête de lasardine
Elle est fêtée chaque juillet.

### Festival traditionnel d’Atalànti
Le festival choral (folklorique et musical) est organisé pour la première fois au début des années 1980 et se déroule chaque année.  

### Foire
La foire commence chaque année le 6 août et dure six jours. Les allées centrales de ville sont alors bordées d'étals de vendeurs proposant aussi bien des produits traditionnels grecs (halva ou χαλβά en grec....) que des produits de consommation courante.

## Économie
La ville est à l'origine d'une production vinicole.
Elle est le siège de la société « Atlas Tapes », une société spécialisée, notamment, dans la production de ruban adhésif.